# 河石达吾
河石达吾（日语：／ Kawaishi Tatsugo，1911年12月17日—1945年3月17日），日本男子游泳运动员，主攻自由泳。他曾代表日本参加1932年夏季奥林匹克运动会游泳比赛，获得男子100米自由泳银牌。